# Julius Mařák
Julius Eduard Mařák (29. března 1832 Litomyšl – 8. října 1899 Smíchov) byl český malíř – krajinář, kreslíř a grafik druhé poloviny 19. století.

## Život
Narodil se jako třetí ze šesti synů zámeckého protokolisty Jana Mařáka z Heřmanic u Chocně a jeho manželky Josefy, rozené Hermannové. Narodil se v Litomyšli na Smetanově náměstí čp. 100 (od roku 1913 je na domě pamětní deska). V tomto městě prožil dětská a chlapecká léta, absolvoval tam nižší ročníky na piaristickém gymnáziu a zároveň se učil malovat u Antonína Dvořáka, který žil v nedalekých Němčicích. V roce 1848 se s dvěma staršími bratry Gustavem a Alexandrem přestěhoval do Prahy. Bydleli v podnájmu a Julius dostudoval vyšší gymnázium. V roce 1850 celá rodina přesídlila do Prahy.
V letech 1852–1853 studoval na pražské akademii u profesora Maxe Haushofera. V následujících letech často cestoval za svým otcem, kterého úřednické povinnosti zavedly na různá místa. Procestoval Krkonoše, severovýchodní Čechy a Český ráj a Šumavu, odkud si přivážel množství kreseb, studií a náčrtů. Krátce studoval v Mnichově soukromě u profesorů Leopolda Rottmanna a Eduarda Schleicha.  Pobýval také ve Vídni, kde se u mědirytce K. J. Schmidta naučil technice leptu (1858) a od roku 1860 se zde usadil natrvalo i s rodiči. Působil jako ilustrátor a vyučoval ve šlechtických rodinách kreslení. Prvního výrazného úspěchu dosáhl v roce 1866 na výstavě Vídeňského uměleckého spolku kresbou Pod jilmy. V roce 1869 cestoval na Balkán a v letech 1872–1875 pobýval v Tyrolsku. Jeho obraz Čapí sněm získal zlatou medaili na světové výstavě ve Vídni v roce 1873. Velký úspěch zaznamenal Mařák s cyklem kreseb Rakouské lesní charaktery, který byl objednán přímo císařem Františkem Josefem I. Za něj získal od vídeňské malířské akademie Reichelovu cenu a cyklus byl zařazen do sbírek dvorního muzea ve Vídní.

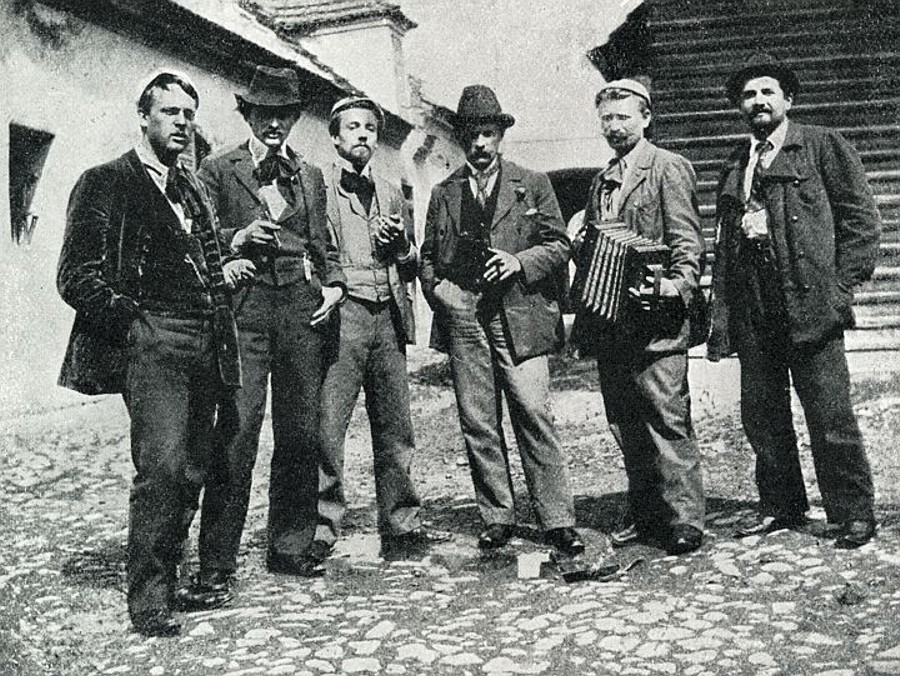
Mařákovi žáci (zleva Kalvoda, Langer, Satra, Ullmann, Bubeníček, Lolek)

Roku 1882 dostal zakázku na výzdobu Národního divadla a v roce 1887 se přestěhoval do Prahy, neboť mu bylo nabídnuto místo profesora na pražské akademii v ateliéru krajinomalby. Krajinářskou školu vedl dvanáct let. Jeho žáky byli mj. Antonín Slavíček, Václav Březina, František Kaván, Max Švabinský, Otakar Lebeda, Alois Kalvoda, Stanislav Lolek, Jaroslav Panuška, Ota Bubeníček nebo Mařákova manželka Ida a dcera Josefina. Jejich práce jsou souhrnně označovány pojmem „Mařákova malířská škola“.
Roku 1893 vážně onemocněl a výzdobu Národního divadla dokončil v posledním roce života za pomoci své dcery a některých svých žáků. Zemřel 8. října 1899 v Praze. Pochován byl na Vyšehradském hřbitově v Praze (hrob 6B-36).

### Rodina
Dne 10. června 1871 se oženil se svou žačkou Idou, rozenou Pfeffermannovou (1848–1908), dcerou vídeňského zubaře. Jejich jediný potomek, dcera Josefina, zvaná Pepa (1872–1907) byla též malířka.
Julius Mařák byl strýcem operního pěvce Otakara Mařáka, houslisty Jana Mařáka a harfistky Jarmily Mařákové-Schulzové, manželky překladatele Ivana Schulze.

## Dílo

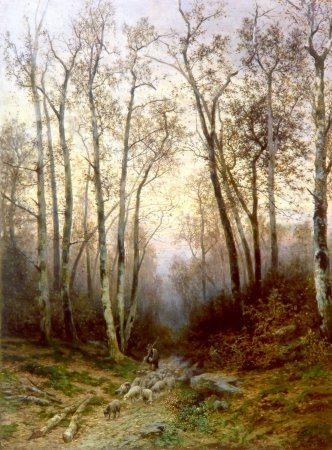
Návrat z pastvy (1888)

Mařák se celý život věnoval krajinomalbě. Je také jediným krajinářem, který se podílel na výzdobě Národního divadla v Praze, kam namaloval slavná místa českých dějin (Říp, Blaník, Vyšehrad atp.). Jeho krajinomalby zdobí i schodiště Národního muzea v Praze (16 rozměrných obrazů s českými hrady a dalšími památnými místy).
Stylově se jeho dílo postupně posouvá od patetického romantismu k realistickému plenéru. Mařák vytvořil stovky kresebných studií v plenéru. Jeho častým námětem byl intimní lesní interiér, který zachycoval romantickým, snivým způsobem. Mařákova barevnost se pohybuje především na škále zemitých hnědí, okrů a zelení, to vše plnoplasticky promodelované světlem a stínem. V pozdějších pracích se projevuje rozvolňování malířského rukopisu, které v mnohém předznamenává impresionistickou tvorbu jeho žáků.
Kresba mu však byla nejen přípravou k malbě, ale také finálním výtvarným projevem. Velké proslulosti dosáhl při práci s uhlem. Už v roce 1868 vytvořil pro pařížské a mnichovské nakladatelství Goupil & Kaeser uhlem kreslené cykly Čtyři roční období a Čtyři denní doby, které se po převodu kreseb grafikem E. Willmannem do podoby rytin staly ve své době evropsky proslulé. Podobný úspěch přinesl i cyklus Lesních samot, opět kreslený uhlem a Willmannem převedený do podoby ocelorytu. Z grafických technik ovládal Mařák techniku leptu. Na přelomu padesátých a šedesátých let 19. století vytvořil cyklus asi třiceti leptů intenzivně využívajících možnosti šerosvitného účinku, který tato technika nabízí. Mařákovy kresby a grafiky ještě silněji než jeho malby přesně a důsledně zachycují detaily krajiny a lesní vegetace.
Spolupracoval s vídeňskými časopisy, hojně také kreslil pro české Květy a Světozor.

## Galerie

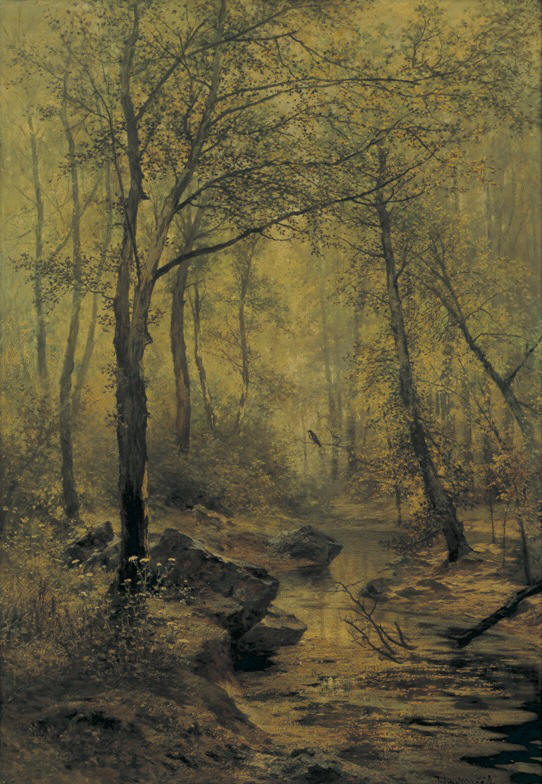
Ranní píseň (1877)
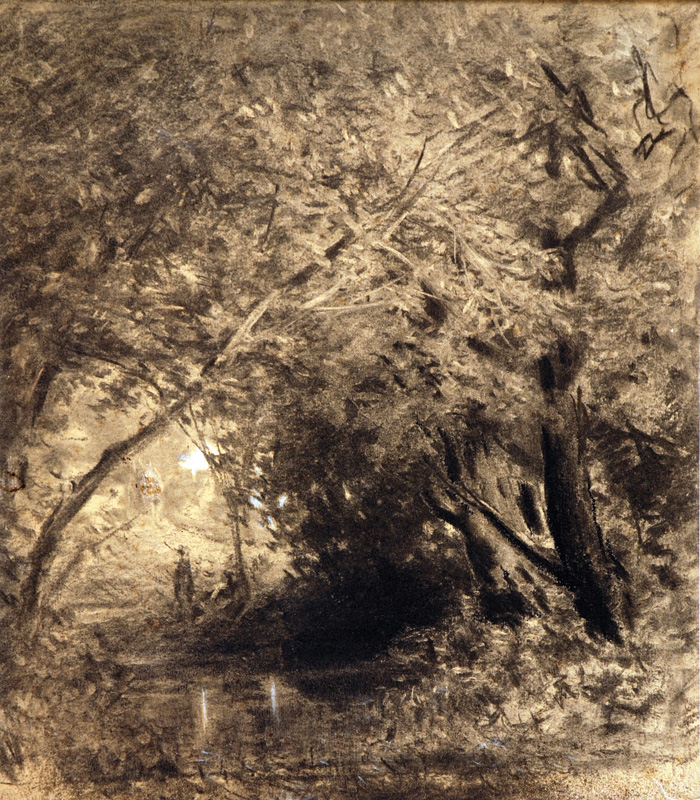
Lesní zátiší (asi 1865)
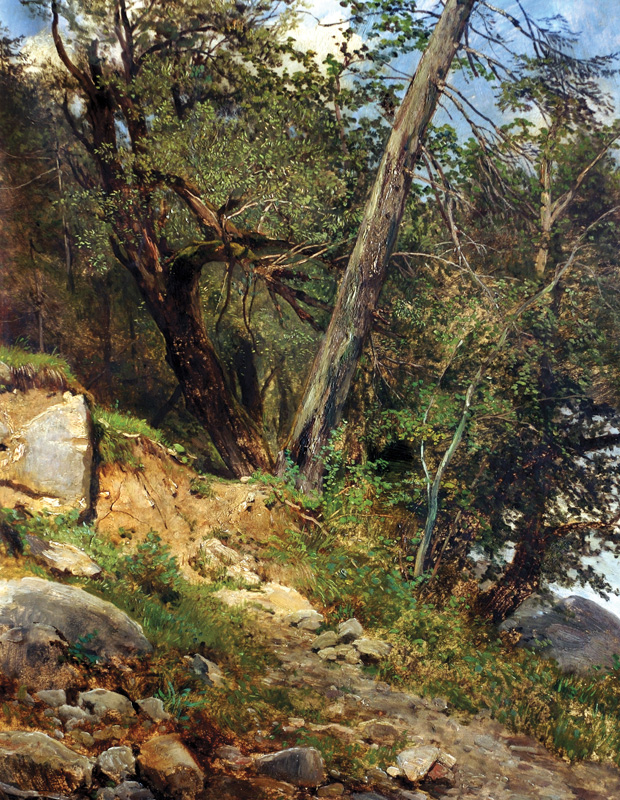
Na kraji lesa
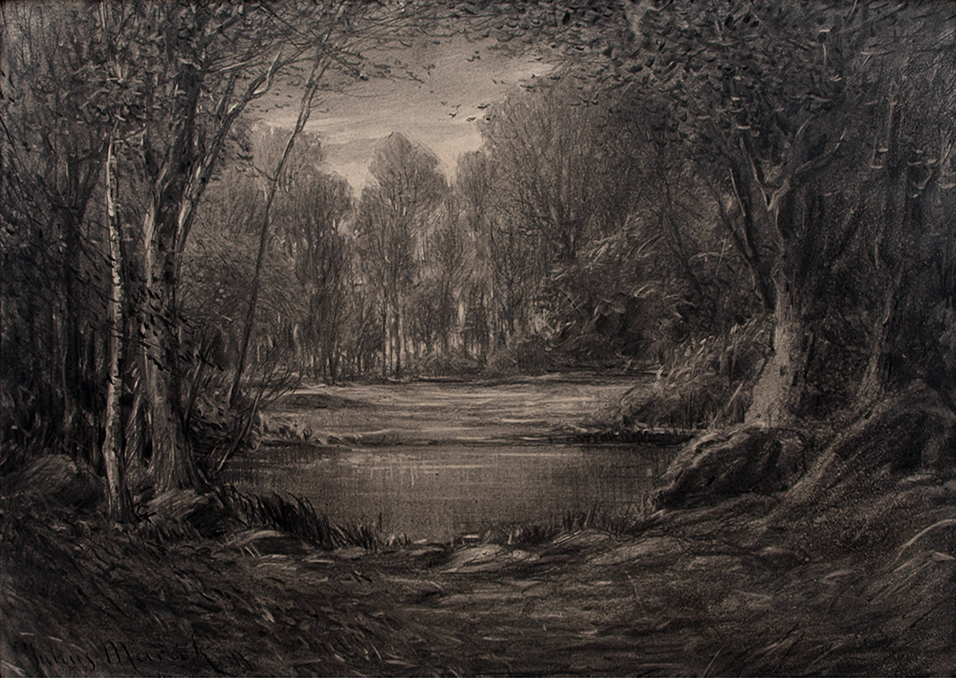
Lesní jezero, kresba uhlem
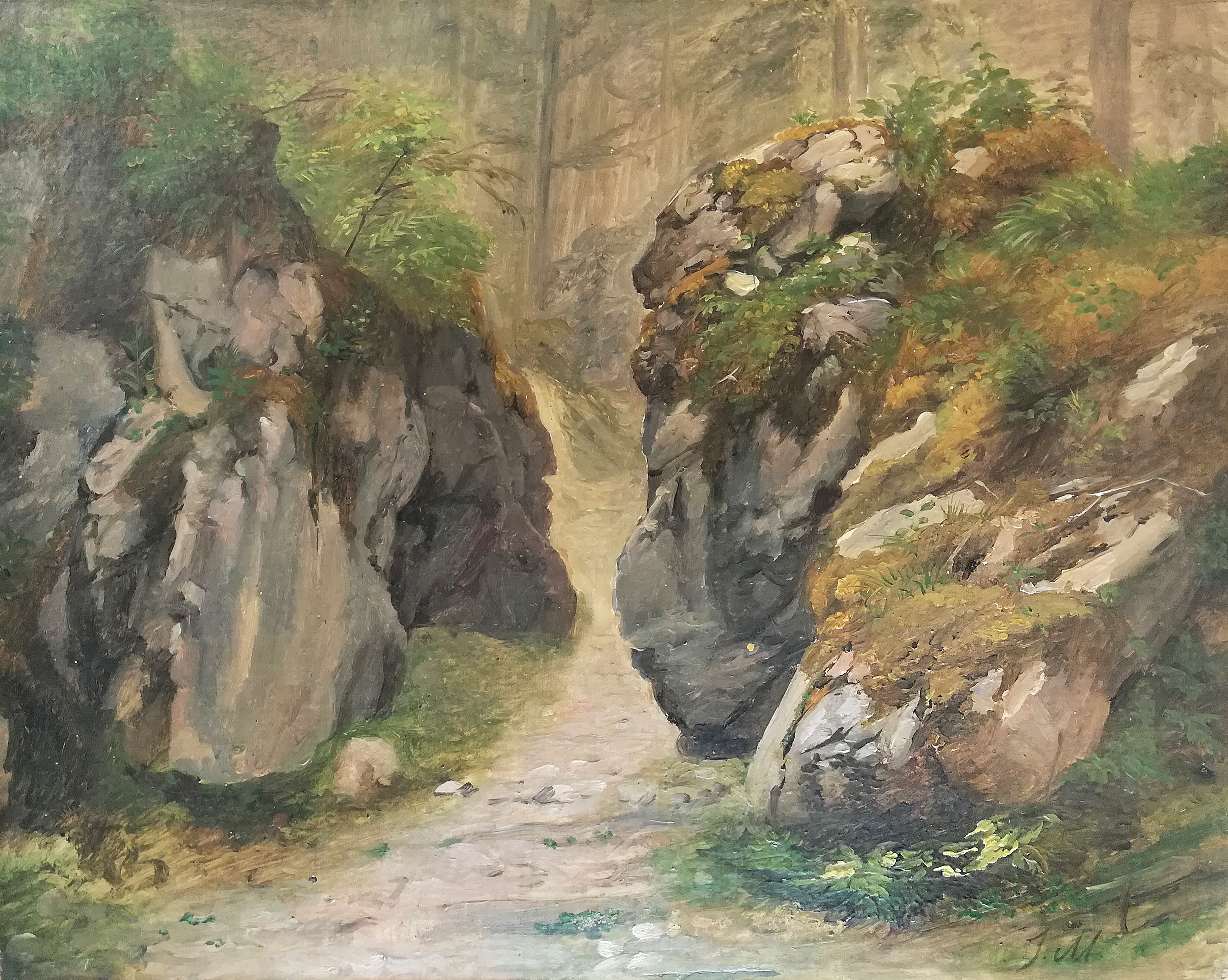
Skalní soutěska
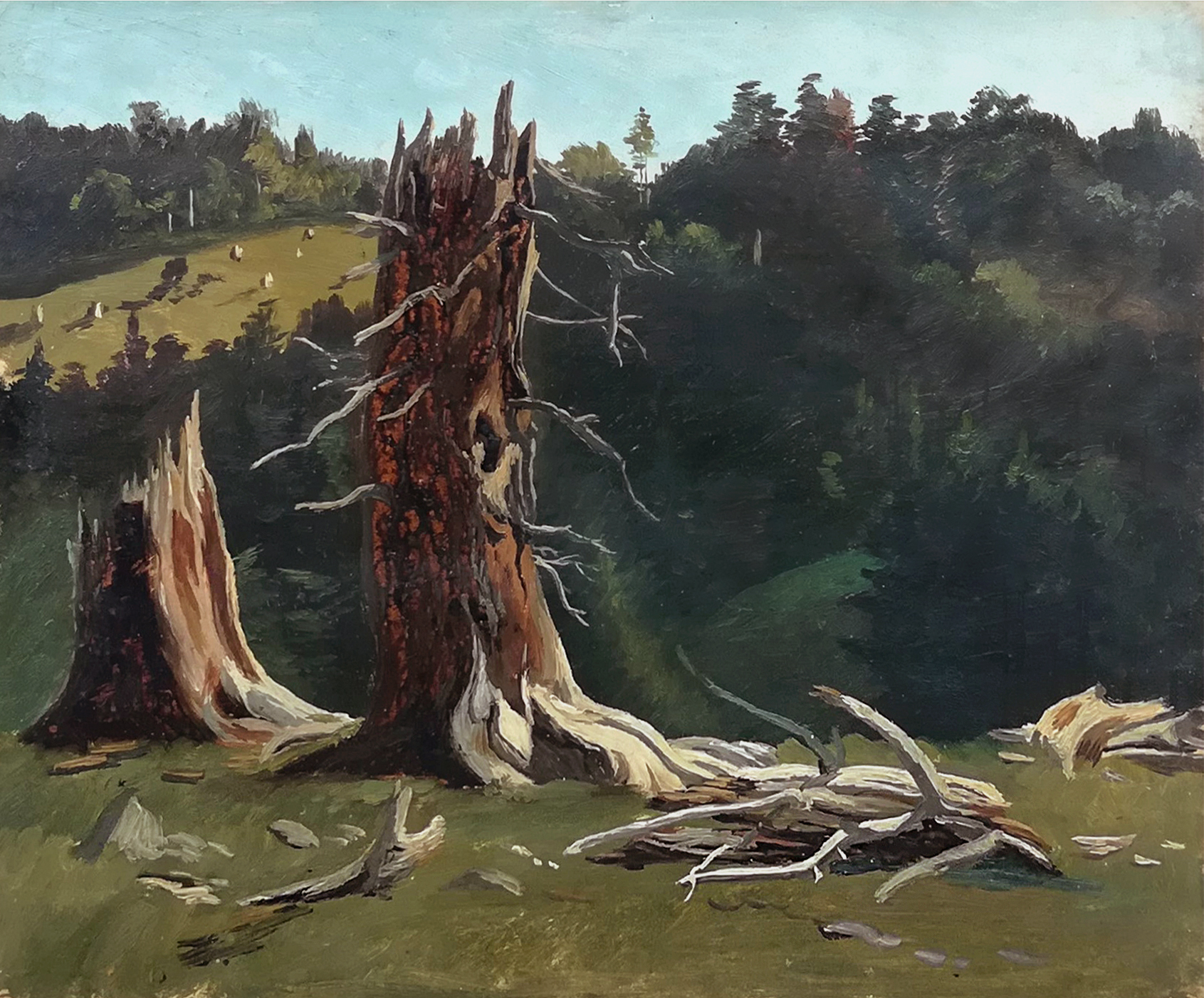
Krkonoše
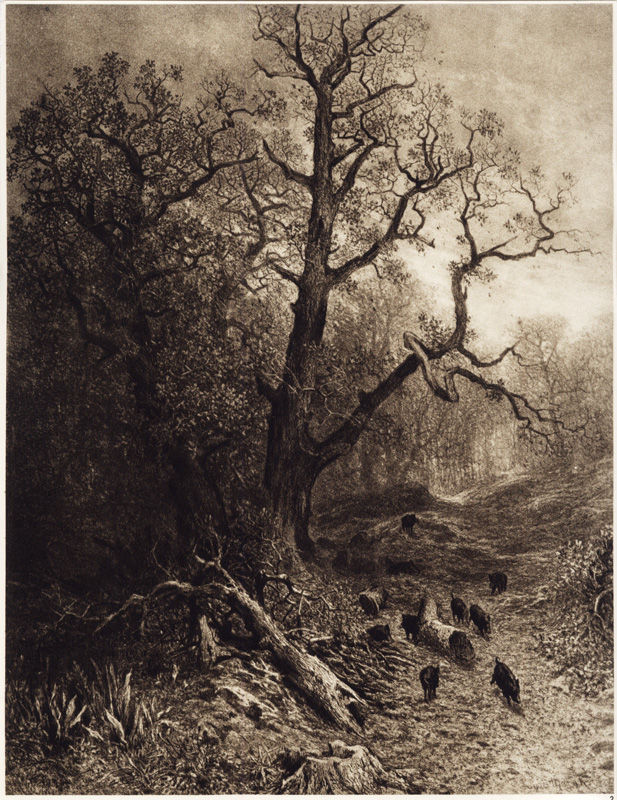
Les
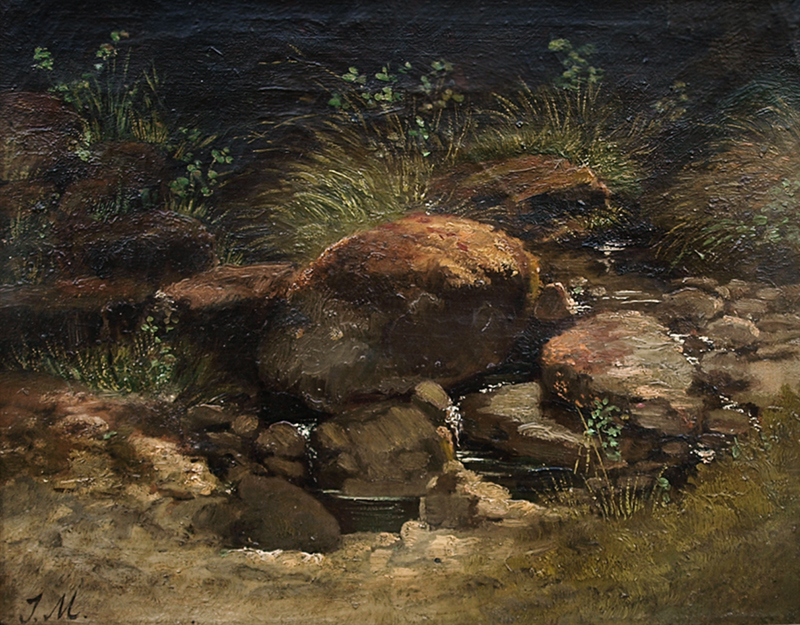
Pramen